# Гуйлли
Гуйлли — озеро на территории Лендерского сельского поселения Муезерского района Республики Карелия.

## Общие сведения
Площадь озера — 0,5 км². Располагается на высоте 212,6 метров над уровнем моря.
Форма озера продолговатая, вытянуто с северо-запада на юго-восток. Берега озера каменисто-песчаные, местами заболоченные.
С юго-востока в озеро впадает безымянный ручей, вытекающий из озера Веркоярви.
Из северо-западной оконечности озера вытекает река Комариная, впадающая в озеро Шаверы, через которое протекает река Лендерка.
Населённые пункты возле озера отсутствуют. Озеро расположено в пяти километрах от Российско-финляндской границы.
Код водного объекта в государственном водном реестре — 01050000111102000010946.